# 梗塞
梗塞（又稱梗死），是因缺血所導致的組織壞死。此情況可能由於血栓形成、破裂、機械性壓迫或血管收縮而造成動脈阻塞。由其引發之病變則稱為梗塞
（來自拉丁語infarctus，意為“塞入的”）。

## 原因
梗塞的產生是由於長時間的缺血，導致組織因血液供應中斷而缺氧和養分不足。此狀態可由血管內阻塞（如動脈栓塞、血栓或動脈粥樣硬化斑塊）造成；外界因素如腫瘤、腸扭轉或疝氣的壓迫也能導致血管狹窄；創傷導致血管破裂，血壓在破裂下游無法維持；或是血管收縮，即血管壁肌肉收縮而非外界因素導致血管狹窄，如可卡因所引起的血管收縮，可導致心肌梗塞。

梗塞可能因膽固醇斑塊受損而成

高血壓和動脈粥樣硬化是引發動脈粥樣硬化斑塊和血栓栓塞的風險因子。在動脈粥樣硬化的形成過程中，斑塊會在纖維蓋下形成。當纖維蓋被巨噬細胞釋出的基質金屬蛋白酶或血流的血管內剪切力所降解，內皮下的促凝物質（細胞外基質)就會暴露於循環中的血小板，進而於血管壁上形成血栓阻礙血流。偶爾，斑塊可能破裂並形成栓塞，隨著血流移至血管較狹窄處，最終堵塞血管腔。

## 分類

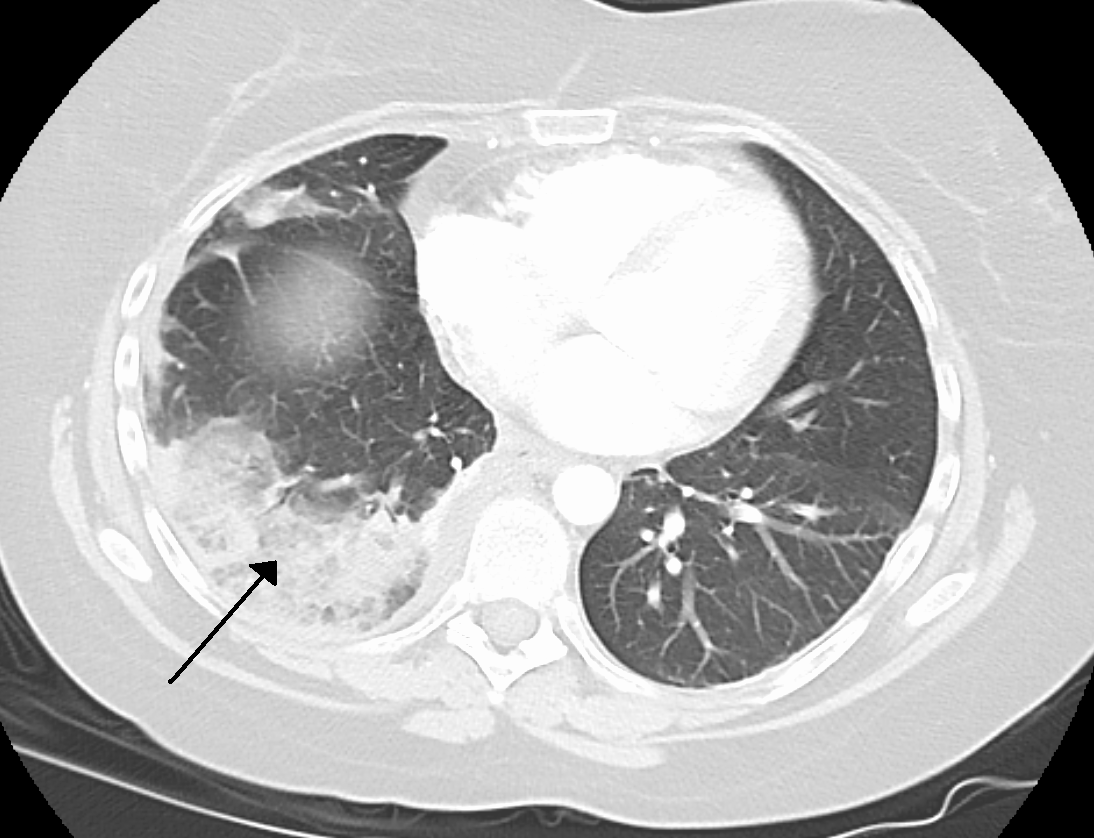
肺梗塞可能由肺栓塞引發

### 按組織病理學分類

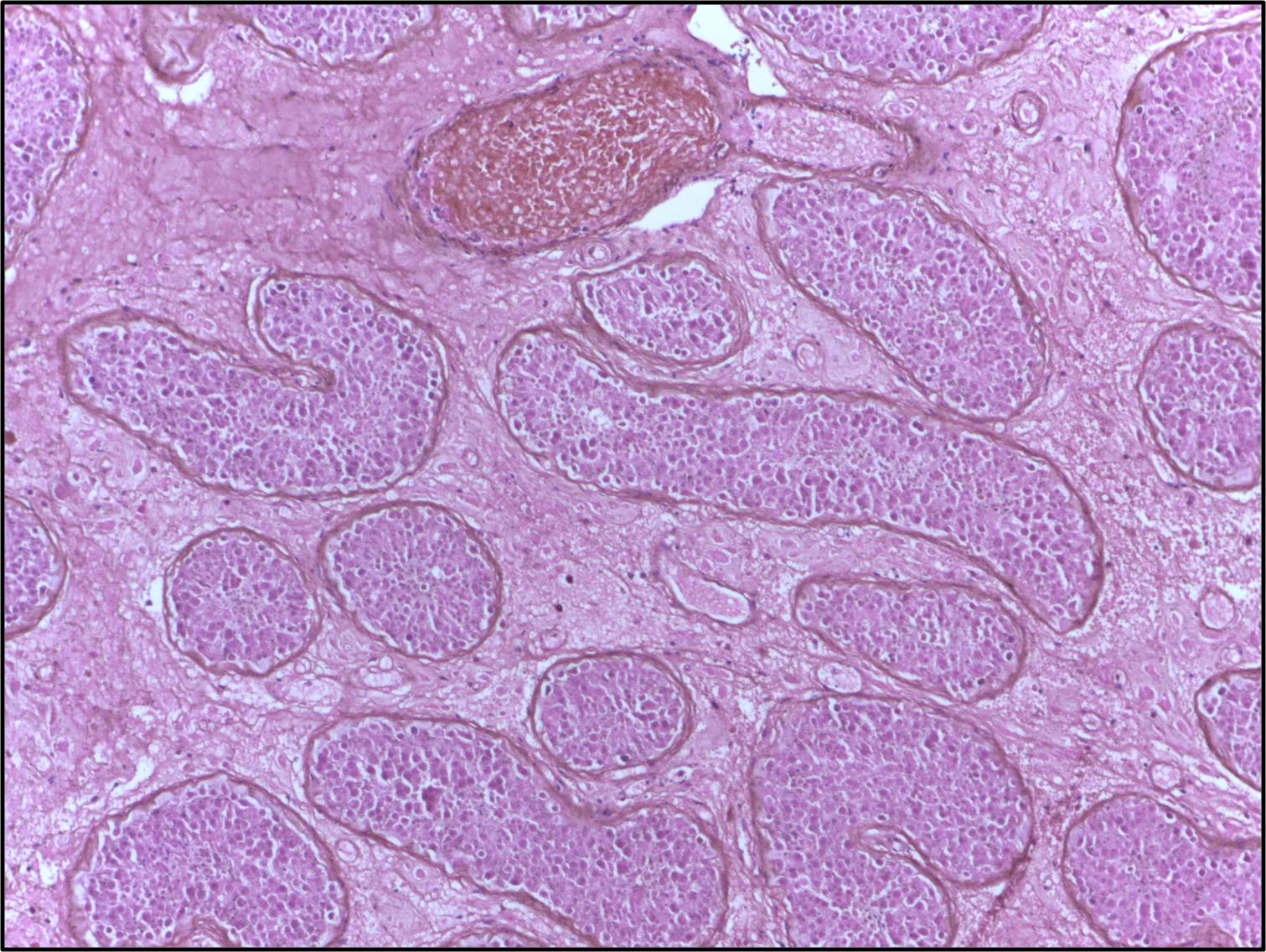
出血性梗塞可能發生於睾丸。H&E染色。

梗塞可分為兩種，依血液量而異：

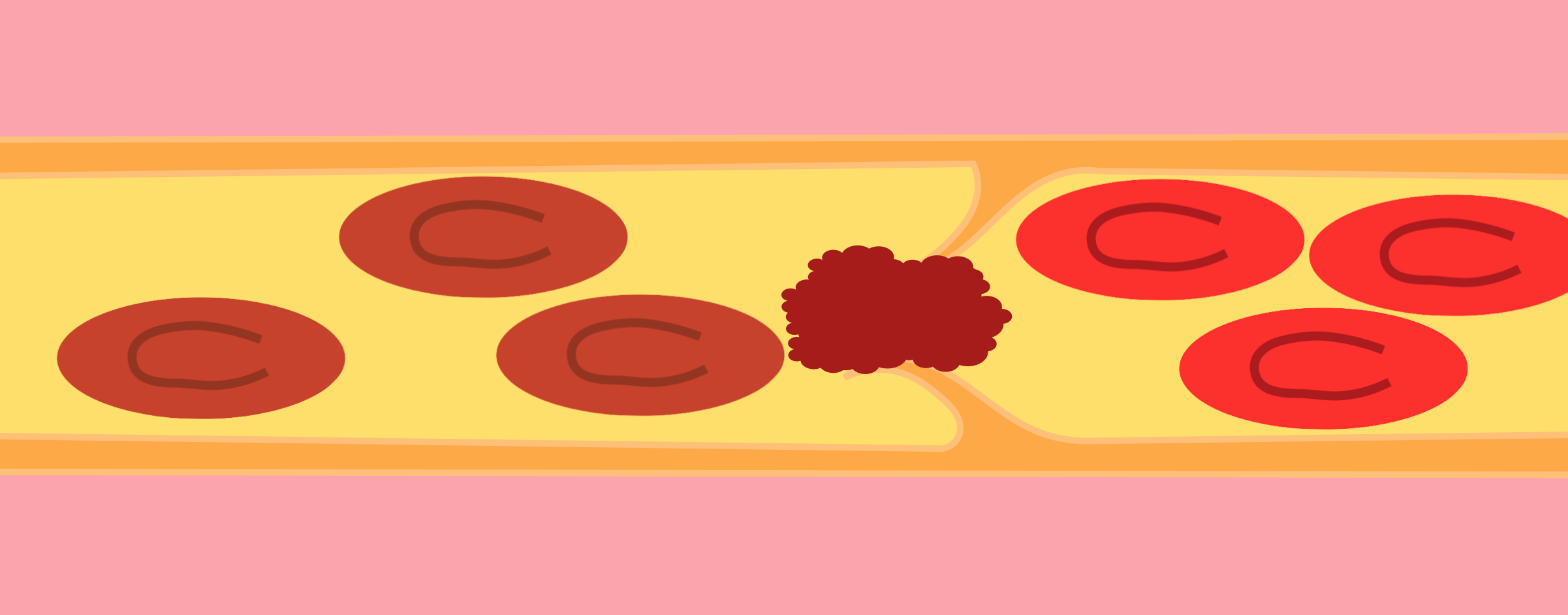
血塊可能為附著在血管壁上的斷裂血栓

1. 白色梗塞（貧血性梗塞）影響實質器官，如脾臟、心臟和腎臟，其中組織的堅實性限制了可流向缺血性壞死區域的營養（血液/氧氣/葡萄糖/燃料)的量。類似的血管阻塞和隨後的壞死，也可能因嚴重的血管收縮而引發，例如，嚴重的雷諾氏現象可導致不可逆的壞疽。
2. 紅色梗塞（出血性梗塞）通常影響肺或其他鬆散器官（睾丸、卵巢、小腸）。阻塞包含更多的紅細胞和纖維蛋白絲。紅色梗塞的特點有：

- 靜脈阻塞
- 鬆散組織允許血液在梗塞區域積聚
- 組織具有雙重循環系統（肺、小腸）
- 組織充血由緩慢的靜脈回流造成
- 再灌注損傷[6]，與再灌注相關的疾病包括心肌梗塞、中風（腦梗塞）、休克-復甦、再植手術、凍傷、燒傷、器官移植。

### 按部位分類
- 心臟：心肌梗塞，又稱心臟病發。通常由冠狀動脈阻塞（堵塞）造成，常因脆弱斑塊破裂，此種不穩定的脂質（脂肪酸）和白細胞（尤其是巨噬細胞)在動脈壁內的聚集所致。隨後的缺血和缺氧，若長時間不治療，可能會對心肌組織造成傷害或死亡。

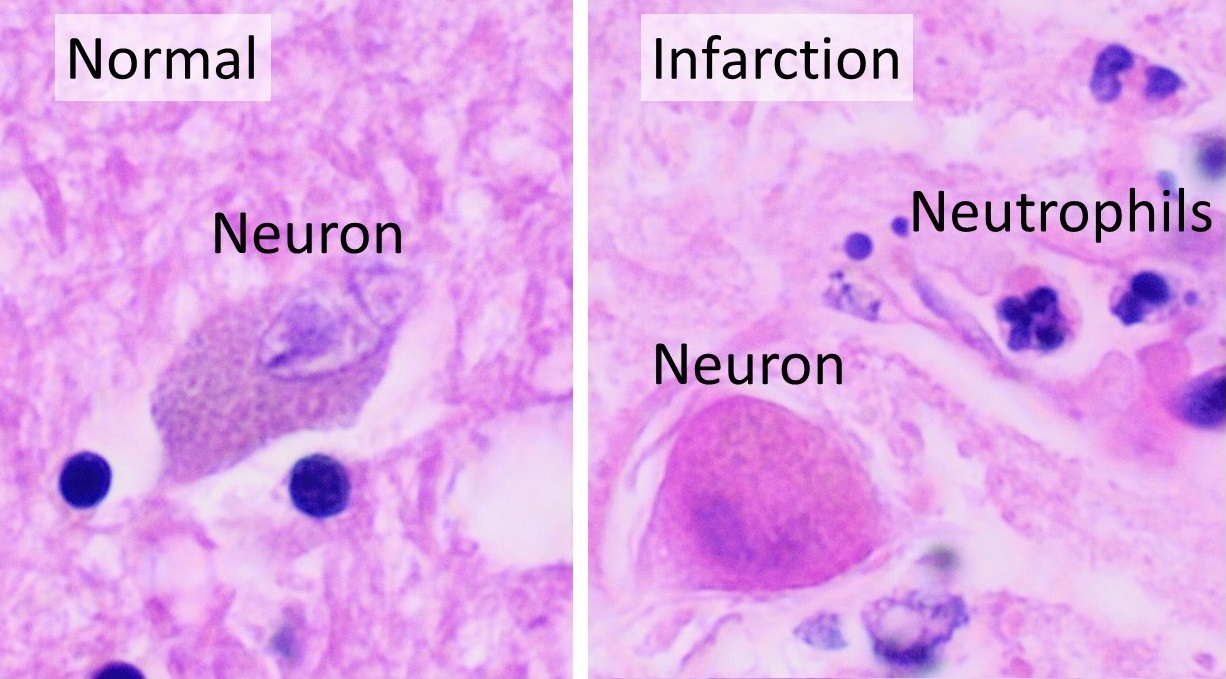
在H&E染色中高倍放大下，正常腦神經元與約24小時的腦梗塞組織病理學：神經元變得嗜酸性，並有中性粒細胞浸潤。周圍神經網有輕微水腫和正常結構喪失。

- 大腦：腦梗塞是由供應大腦血管的供血中斷所引起的缺血性中風。可能是動脈血栓形成或栓塞性。[7] 脑梗塞引起的中風，應與其他兩種中風類型區分，即：腦出血和蛛網膜下腔出血。腦梗塞嚴重程度不一，有三分之一的病例最終導致死亡。大腦對缺血的反應是通過液化性壞死過程進行退化。[8]
- 肺：肺梗塞
- 脾臟：脾梗塞發生在脾動脈或其分支之一被阻塞時，例如，血栓。它雖可能無症狀地發生，但典型症狀是左上腹的劇烈腹痛，有時痛感會輻射到左肩。一些病例會發展為發燒和寒顫。[9] 它需與其他急腹症原因區別開。
- 四肢：四肢梗塞指的是手臂或腿的梗塞。原因包括動脈栓塞和做為長期、控制不佳的糖尿病之罕見併發症的骨骼肌梗塞。[10] 主要表現是疼痛的股部或腿部腫脹。[10]
- 骨頭：骨頭的梗塞導致缺血性壞死。缺血下，骨組織死亡，骨頭塌陷。[11] 若關節骨頭的缺血性壞死，通常會導致關節軟骨的破壞（見骨軟骨炎）。
- 睾丸：睾丸的梗塞通常由睾丸扭轉導致，若不即時手術治療，可能需進行睾丸切除術。[12]

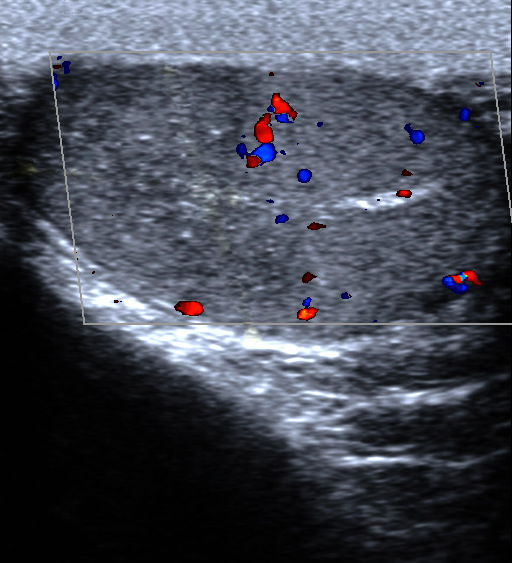
段性睾丸梗塞的超聲波圖像。梗塞區域顯示為右側睾丸的低回聲和無血管的上段。

- 眼睛：中央視網膜動脈供應視網膜的梗塞可能導致突然的視力喪失。
- 腸道：腸梗塞通常由腸系膜缺血引起，這是供應腸道的動脈或靜脈阻塞所致。

## 外部連結
- 维基共享资源上的相關多媒體資源：梗塞
- 维基词典中的词条「梗塞」